# Luidji
Luidji, de son nom complet Luidji Jordan Alexis, né le 22 janvier 1991 à Villiers-le-Bel dans le Val-d'Oise, est un chanteur et rappeur français.

## Biographie

### Jeunesse
Luidji Jordan Alexis nait en 1991 à Villiers-le-Bel dans le Val-d'Oise de parents d'origine haïtienne. Il a une petite sœur, une demi-sœur et un demi-frère, qui deviendra l'un des membres de son collectif Capsule Corp. sous le nom de Beeby avec Dinos Punchlinovic et Tuerie Balboa.
Il grandit en banlieue parisienne, à Aubervilliers et la Courneuve, où il fait tout son enseignement primaire avant de déménager à Issy-les-Moulineaux au lycée.

### Carrière

#### Débuts
Vers l'âge de 15 ans, Luidji commence à écrire ses premiers textes qu'il rappe seul chez lui, un an et demi plus tard, il commence à les enregistrer sur conseil de son frère. Il les publie en amateur sur son skyblog et les partage sur son Facebook.
En 2009, Luidji sort sa première mixtape, Freshness, où il rappe sur des face B, c'est-à-dire des instrumentales de morceaux existants. Trois ans plus tard, en janvier 2012, il enchaîne sur son premier EP, nommé 2012. À ce propos, il raconte : « on voulait le sortir le 1ᵉʳ janvier et on s’est mis à travailler dessus seulement le 28 décembre ».

#### Signature chez Wagram Music (2014-2015)
Après un bac scientifique, il entame une licence d'informatique qu'il abandonne au bout de deux ans pour se consacrer pleinement à la musique. Il signe alors chez Wagram Music, pour un contrat de deux EPs et deux albums. Les deux EPs sortent en 2014 et 2015 : Station 999 et Mécaniques des fluides.

#### Foufoune Palace Records (2017)
En 2017, Luidji quitte Wagram Music : « on s’est rendus compte, avec l’expérience accumulée chez Wagram, qu’on était juste capables de faire les choses nous-mêmes, donc pourquoi pas les faire nous-mêmes ? ». Il monte alors son propre label en indépendant, Foufoune Palace Records, du nom d'un de ses morceaux sorti fin 2015.
Cette même année, il crée la playlist évolutive Foufoune Palace sur conseil de son community manager et graphiste Mehdi, grâce à laquelle il peut sortir des titres sans contrainte de format. Il consolide davantage son public avec des titres comme Marie-Jeanne, 488, Foufoune Palace ou encore Miskine.

#### Tristesse Business: Saison 1(2019)
Le 26 avril 2019, il sort son premier album Tristesse Business : Saison 1. Sa chanson Vent d'hiver est diffusée dans la série américaine Ballers diffusée sur HBO[source insuffisante].
En octobre 2020, il participe à deux émissions ColorsxStudios, émission musicale allemande sur YouTube, en livrant une prestation live de son titre Système tiré de son premier album, et une autre sur un titre exclusif Le Rouge de son nouvel EP Boscolo Exedra.

#### Saison 00(2023)
Entre décembre 2020 et février 2022, Luidji ne sort aucun morceau et ne fait aucune collaboration. L'année 2022 est marquée par trois apparitions sur les albums[source secondaire souhaitée] de MadeInParis, Oscar Emch et Prince Waly.
Le 22 juin 2023, Luidji fait son retour et dévoile son deuxième album, intitulé Saison 00. Celui-ci est composé de 14 titres, dont les morceaux Reste en vie et Alexis qui connaissent rapidement le succès, notamment sur l'application TikTok,.

## Discographie

### Singles
| Année | Titre | Meilleure position | Meilleure position | Meilleure position | Certifications            | Album                         |
| Année | Titre | FRA                | WAL                | SUI                | Certifications            | Album                         |
| ----- | --- | ------------------ | ------------------ | ------------------ | ------------------------- | ----------------------------- |
| 2011  | Cypher Part V. (avec S-Pi, Tuerie Balboa, Kostan & Meelf)                                                           | —                  | —                  | —                  |                           | —                             |
| 2012  | CQLP (avec Dinos)                                                                                                   | —                  | —                  | —                  |                           | Deux Mille Douze              |
| 2012  | Freestyle Daylimotion (avec Grizzly942, Rabah, L-Kaiss, Briganté, Zino, Georgio, Dinos, Ladea, Abdallah & Makiavel) | —                  | —                  | —                  |                           | —                             |
| 2014  | Freestyle Talk to me [vidéo] (avec Dinos)                                                                           | —                  | —                  | —                  |                           | —                             |
| 2016  | Appel manqué (avec Dinos)                                                                                           | —                  | —                  | —                  |                           | —                             |
| 2017  | Galope Salope | —                  | —                  | —                  |                           | —                             |
| 2017  | Foufoune Palace | —                  | —                  | —                  | - France (SNEP) : Platine | Foufoune Palace #1            |
| 2017  | Marie-Jeanne | —                  | —                  | —                  |                           | —                             |
| 2017  | Dernier Souffle | —                  | —                  | —                  |                           | —                             |
| 2017  | 7H59 | —                  | —                  | —                  |                           | —                             |
| 2017  | Boom | —                  | —                  | —                  |                           | —                             |
| 2017  | Pour deux âmes solitaires (Part. 1)                                                                                 | 94                 | —                  | —                  | - France (SNEP) : Diamant | —                             |
| 2017  | Pour deux âmes solitaires (Part. 2)                                                                                 | —                  | —                  | —                  |                           | —                             |
| 2017  | 488 | —                  | —                  | —                  |                           | —                             |
| 2017  | Épilogue | —                  | —                  | —                  |                           | —                             |
| 2017  | Boulevard (Live Version)                                                                                            | —                  | —                  | —                  |                           | —                             |
| 2017  | Reste en Soif | —                  | —                  | —                  |                           | —                             |
| 2017  | Jeune Surfeur | —                  | —                  | —                  |                           | —                             |
| 2017  | Vent d'hiver | —                  | —                  | —                  |                           | —                             |
| 2018  | Pour deux ames solitaires (Part. 3)                                                                                 | —                  | —                  | —                  |                           | —                             |
| 2018  | Néons Rouges / Belles chansons                                                                                      | —                  | —                  | —                  | - France (SNEP) : Or      | Tristesse Business : Saison 1 |
| 2018  | Mauvais réflexe | —                  | —                  | —                  |                           | Tristesse Business : Saison 1 |
| 2018  | Champagne | —                  | —                  | —                  |                           | —                             |
| 2019  | Femme Flic | —                  | —                  | —                  |                           | Tristesse Business : Saison 1 |
| 2019  | Millésime (produit par WondaGurl)                                                                                   | —                  | —                  | —                  |                           | —                             |
| 2019  | Tu le mérites | —                  | —                  | —                  |                           | Tristesse Business : Saison 1 |
| 2019  | Le remède | —                  | —                  | —                  | - France (SNEP) : Or      | Tristesse Business : Saison 1 |
| 2019  | Christian Dior | —                  | —                  | —                  |                           | Tristesse Business : Saison 1 |
| 2019  | Système | —                  | —                  | —                  | - France (SNEP) : Or      | Tristesse Business : Saison 1 |
| 2020  | Gisèle - Part. 4 (Piano Session)                                                                                    | —                  | —                  | —                  |                           | Tristesse Business : Saison 1 |
| 2020  | Palace Mafia | —                  | —                  | —                  |                           | —                             |
| 2020  | Boscolo Exedra | —                  | —                  | —                  |                           | Boscolo Exedera               |
| 2020  | Sirène | —                  | —                  | —                  |                           | Boscolo Exedera               |
| 2023  | Téléfoot | 126                | —                  | —                  |                           | Saison 00                     |
| 2023  | Alexis | 97                 | —                  | —                  |                           | Saison 00                     |
| 2024  | Mamimami | —                  | —                  | —                  |                           | —                             |

### Apparitions
- 2011 :
  - Dinos - Joker (Remix) (Sur le street album Thumbs Up)

- 2014 :
  - Beeby feat. FSS, Houss Wayss, Chapsy, Kostan, Luidji - Para Bellum Remix (Sur la mixtape Ad Hominem)

- 2015 :
  - Sam's - J'ai plus le temps (Sur l'album Dieu est Grand)
  - Tuerie feat. Dinos, Houss Wayss, Luidji, Beeby - Marche pas sur mes Nike Air (Sur la mixtape Écrire dans les nuages vol. 2)

- 2017 :
  - Tuerie - Golden State

- 2019 :
  - Enchantée Julia - Cinéma (Sur l'EP Boucle)
  - Millésime (Sur la mixtape Toronto / Paris produite par WondaGurl)

- 2022 :
  - MadeInParis - Pornstar Martini (Sur l'album Voulez-vous coucher avec moi)
  - Oscar Emch - Coup de fil (Sur l'album Respire (Bye Bye))
  - Prince Wally feat. Luidji & Makala - Problème (Sur l'album Moussa)

- 2025 :
  - Oxmo Puccino feat. Luidji & Tuerie - Dis-moi (Sur la mixtape Lafiya Sessions)
  - Théodora - GO! (sur la mixtape Méga BBL)

## Distinctions
| Année | Cérémonie      | Prix                    | Travail nommé | Résultat | Réf.   |
| ----- | -------------- | ----------------------- | ------------- | -------- | ------ |
| 2024  | Prix Joséphine | Prix Joséphine 18/20ans | Saison 00     | Lauréat  | [ 16 ] |